# Obermann
Obermann è un romanzo dello scrittore francese Étienne Pivert de Senancour del 1804.

## Trama
Narra del pensiero che Obermann mostra richiudendosi in se stesso lasciando ogni possibile distrazione e concentrandosi sul studiarsi, capirsi, analizzarsi senza alcun sentimento, studierà il passato scrivendo ogni giorno delle lettere.
Espressione di quella che i romantici chiamarono il male del secolo, si notano molte differenze con l'opera simile René di François-René de Chateaubriand.

## Edizioni
- Etienne Pivert de Senancour, Oberman, trad. di Felice Filippini, Rizzoli, Milano, 1963.
- Étienne Pivert de Sénancour, Oberman, a cura di Carmelo Colangelo, prefazione di Michael Jakob, Tararà, Verbania, 2015.